# Telugu írás
A telugu írás (టెలుగు ) a bráhmi írásrendszer ősi, déli formájából alakult ki, de hatással volt rá a kannada írás is. A jelenleg használt írás a telugu nyelvű indiai államokban használatos. A telugu nyelv mintegy 80 millió ember anyanyelve, főleg Telangána és Ándhra Prades államban, de második nyelvként beszélik Tamilnádu államban is. Jelentős számú telugu nyelvű kisebbség él Mahárástrában, Oriszában, Madhja Pradesben és Nyugat-Bengáliában. A telugu nyelvű kivándorlók megjelentek Mauritiuson, Dél-Afrikában, és a közelmúltban az USA-ban, az Egyesült Királyságban és Ausztráliában is. A telugu a dravida nyelvcsalád dél-közép ágába tartozik, ez az egyik legszélesebb körben beszélt dravida nyelv. Az írásbeliség a 11. századra nyúlik vissza, de az írás ősi formái már a 2. században megjelentek. A 20. században kialakult egy egységesítési törekvés a különböző nyelvjárások szabványosítására, egyik az irodalmi, vagy gránhika stílusú írást, a másik a beszélt, vagy köznyelvi (vjávahárika) stílust helyezte előtérbe. Végül Ándhra Prades kormánya hivatalossá tette az utóbbi, tehát a köznyelvi beszéden alapuló írásrendszert, amelyet ma az oktatás minden szintjén használnak.
A közigazgatás alsó szintjein használata általános, de a felső szinteken is folyamatosan alkalmazzák Ándhra Prades államban. Ma virágzik a telugu nyelvű újságírás, rádiók és TV-adások. Kedvelt médiuma a dél-indiai játékfilmeknek.
A 2. században létrejött úgynevezett véngi-csálukian írás eredetileg egy telugu-kannada írásrendszer volt, amely a 13. század végén vált ketté. Ez az írásmód nem különböztette meg a rövid /e, o/ és a hosszú /é, ó/ hangokat, illetve különböző jeleket használtak egyes mássalhangzók megkülönböztetésére, például /ra/ vagy a retroflex laterális /la/ és a retroflex palatális /za/.

## Az írás jellegzetességei
A bráhmi írásrendszer jellegéhez hasonlóan a telugu karakterek balról jobbra olvasandók. Szótagírás (abugida típusú), amelynél a szótag törzse egy mássalhangzó, amelyhez alapértelmezettként egy magánhangzó társul (inherens magánhangzó), a telugu írásnál ez az /a/. Ennek megfelelően a mássalhangzók kiolvasása „ka", „pa", „ma", „ksa" stb. szerint történik. Amennyiben a magánhangzó eltér az inherens alapértelmezettől, azt külön jelek, ún. diakritikus jelek jelölik. Ha a mássalhangzót nem követi magánhangzó, akkor ezt egy speciális diakritikus jel, az úgynevezett viráma (vagy halant, telugu nyelven talakattu) jelöli. A magánhangzók önállóan vagy szókezdő helyzetben is állhatnak, ezért a magánhangzók jelölésére önálló karakterek szolgálnak.
A telugu nyelv leírására 60 karakter áll rendelkezésre, ebből 16 magánhangzó, három magánhangzó-módosító és 41 mássalhangzó.

### Magánhangzók
| Független forma | క (k)-val kapcsolt forma | ISO | IPA        | Magyaros ejtésközelítő |
| --------------- | ------------------------ | --- | ---------- | ---------------------- |
| అ               | క                        | a   | /a/        | a                      |
| ఆ               | కా                        | ā   | /aː/       | á                      |
| ఇ               | కి                        | i   | /i/        | i                      |
| ఈ               | కీ                        | ī   | /iː/       | í                      |
| ఉ               | కు                        | u   | /u/        | u                      |
| ఊ               | కూ                        | ū   | /uː/       | ú                      |
| ఋ               | కృ                        | r̥   | /ri, ru/   | ri                     |
| ౠ               | కౄ                        | r̥̄   | /riː, ruː/ | rí                     |
| ఌ               |                          | l̥   |            | li                     |
| ౡ               |                          | l̥̄   |            | lí                     |
| ఎ               | కె                        | e   | /e/        | e                      |
| ఏ               | కే                        | ē   | /eː/       | é                      |
| ఐ               | కై                        | ai  | /aj/       | ai                     |
| ఒ               | కొ                        | o   | /o/        | o                      |
| ఓ               | కో                        | ō   | /oː/       | ó                      |
| ఔ               | కౌ                        | au  | /aw/       | au                     |

Speciális jelek az anuszvára ం amely a magánhangzó nazális, n-hanggal ejtett megfelelőjét állítja elő, a kandrabindu ఁ amely a magánhangzó nazális, m-hanggal ejtett megfelelőjét jelzi, illetve a néma hangzó, a viszárga ః /h/. A mássalhangzó inherens, alapértelmezett magánhangzóját a viráma távolítja el (a /k/ példáján):
| Speciális jelek | Telugu összetétel | Átírás             |
| --------------- | ----------------- | ------------------ |
| anuszvára       | క + ం → కం          | [ka] + [n] → [kan] |
| kandrabindu     | క + ఁ → కఁ          | [ka] + [m] → [kam] |
| viszárga        | క + ః → కః          | [ka] + [h] → [kah] |
| viráma          | క + ్ → క్          | [ka] + [∅] → [k]   |

#### Másodlagos magánhangzó-jelölések

Pirossal a kapcsolt mássalhangzók, kékkel az alapértelmezett (inherens) magánhangzó, ami a telugu írásban az „a”. A kép a mássalhangzót a క /„k”/ jeléhez kapcsolva mutatja be.

A telugu írásban normál esetben (néhány kivételtől eltekintve) a másodlagos magánhangzók jelölései a mássalhangzókhoz kapcsolódnak, azon a helyen, ahol az /a/ jele /'/ (talakattu) előfordul a nem módosult mássalhangzó fölött. Ez eltérő a dévanágaritól, ahol a mássalhangzó nem veszíti el nyíltan a magánhangzó jelét, hanem egyszerűen hozzácsatolnak egy másik magánhangzójelet. Ez a tulajdonság a telugu és a kannada írásban lehetővé teszi, hogy a másodlagos magánhangzó jelek értelmezését nem csak a kontextus határozza meg, hanem a magánhangzó jelölése funkcionálisan elkülönül az elsődleges vagy önálló magánhangzó-karakterektől, és egy komplex rendszert alkot.
Ezt az elkülönülést a mellékelt ábra szemlélteti.

## Mássalhangzók
A telugu nyelvben nem csak a magánhangzók kapcsolódhatnak speciális jelekkel a mássalhangzókhoz, hanem két egymást követő mássalhangzó is, úgynevezett ligatúrákat alkotva. Ezekben az esetekben az első mássalhangzó elveszíti az inherens magánhangzót (/a/) a viráma ్  diakritikus jel hozzáadásával  క + ్ → క్  majd ehhez kapcsolódik a második mássalhangzó a saját inherens magánhangzójával /a/ például:  క్ + గ = క్గ  azaz k + ga = kga és nem kaga.
A mássalhangzók kapcsolódása (mássalhangzó-ligatúrák) a క్  /k/ példáján bemutatva (a többi mássalhangzó kapcsolása is a /kka/ → క్క analógiájára történik, tehát /gka/ → గ్క, /tka/ → ట్క ):
| Karakter | ISO | IPA   | Magyaros ejtésközelítő | Kapcsolódás | Kapcsolt forma | Magyaros ejtésközelítő |
| -------- | --- | ----- | ---------------------- | ----------- | -------------- | ---------------------- |
| క        | k   | /k/   | ka                     | క్ + క       | క్క             | kka                    |
| ఖ        | kh  | /kʰ/  | kha                    | క్ + ఖ       | క్ఖ             | kkha                   |
| గ        | g   | /ɡ/   | ga                     | క్ + గ       | క్గ             | kga                    |
| ఘ        | gh  | /ɡʱ/  | gha                    | క్ + ఘ       | క్ఘ             | kgha                   |
| ఙ        | ṅ   | /ŋ/   | na                     | క్ + ఙ       | క్ఙ             | kna                    |
| చ        | c   | /tʃ/  | csa                    | క్ + చ       | క్చ             | kcsa                   |
| ఛ        | ch  | /tʃʰ/ | csha                   | క్ + ఛ       | క్ఛ             | kcsha                  |
| జ        | j   | /d͡ʒ/  | dzsa                   | క్ + జ       | క్జ             | kdzsa                  |
| ఝ        | jh  | /d͡ʒʱ/ | dzsha                  | క్ + ఝ       | క్ఝ             | kdzsha                 |
| ఞ        | ñ   | /ɲ/   | nya                    | క్ + ఞ       | క్న             | knya                   |
| ట        | ṭ   | /ʈ/   | ta                     | క్ + త       | క్ట             | kta                    |
| ఠ        | ṭh  | /ʈʰ/  | tha                    | క్ + ఠ       | క్ఠ             | ktha                   |
| డ        | ḍ   | /ɖ/   | da                     | క్ + డ       | క్డ             | kda                    |
| ఢ        | ḍh  | /ɖʱ/  | dha                    | క్ + ఢ       | క్ఢ             | kdha                   |
| ణ        | ṇ   | /ɳ/   | na                     | క్ + ణ       | క్ణ             | knya                   |
| త        | t   | /t/   | ta                     | క్ + త       | క్త             | kta                    |
| థ        | th  | /tʰ/  | tha                    | క్ + థ       | క్థ             | ktha                   |
| ద        | d   | /d/   | da                     | క్ + ద       | క్ద             | kda                    |
| ధ        | dh  | /dʱ/  | dha                    | క్ + ధ       | క్ధ             | kdha                   |
| న        | n   | /n/   | na                     | క్ + న       | క్న             | kna                    |
| ప        | p   | /p/   | pa                     | క్ + ప       | క్ప             | kpa                    |
| ఫ        | ph  | /pʰ/  | pha                    | క్ + ఫ       | క్ఫ             | kpha                   |
| బ        | b   | /b/   | ba                     | క్ + బ       | క్బ             | kba                    |
| భ        | bh  | /bʱ/  | bha                    | క్ + భ       | క్ప             | kbha                   |
| మ        | m   | /m/   | ma                     | క్ + మ       | క్మ             | kma                    |
| య        | y   | /j/   | ja                     | క్ + య       | క్య             | kja                    |
| ర        | r   | /r/   | ra                     | క్ + ర       | క్ర             | kra                    |
| ల        | l   | /l/   | la                     | క్ + ల       | క్ల             | kla                    |
| వ        | v   | /ʋ/   | va                     | క్ + వ       | క్వ             | kva                    |
| ళ        | ḷ   | /ɭ/   | zsa                    | క్ + ళ       | క్ళ             | kzsa                   |
| శ        | ś   | /ʃ/   | sa                     | క్ + శ       | క్శ             | ksa                    |
| ష        | ṣ   | /ʂ/   | sa                     | క్ + ష       | క్ష             | ksa                    |
| స        | s   | /s/   | sza                    | క్ + స       | క్స             | ksza                   |
| హ        | h   | /h/   | ha                     | క్ + హ       | ఖ              | kha                    |
| ఱ        | ṛ   | /ɽ/   | ra                     | క్ + ఱ       | క్ఱ             | kra                    |

## Számok
| 0 | 1 | 2 | 3 | 4 | 5 | 6 | 7 | 8 | 9 |
| - | - | - | - | - | - | - | - | - | - |
| ౦ | ౧ | ౨ | ౩ | ౪ | ౫ | ౬ | ౭ | ౮ | ౯ |

| 0⁄4 | 1⁄4 | 2⁄4 | 3⁄4 | 0⁄16 | 1⁄16 | 2⁄16 | 3⁄16 |
| --- | --- | --- | --- | ---- | ---- | ---- | ---- |
| ౸   | ౹   | ౺   | ౻   | ౦    | ౼    | ౽    | ౾    |

A ౹, ౺, és ౻ tovább bővíthető, például 1⁄64, 2⁄64, 3⁄64, 1⁄1024, stb. és a ౼, ౽, és ౾ folytatható mint 1⁄256, 2⁄256, 3⁄256, 1⁄4096.

## Példa az átírásra
ఆంధ్ర ప్రదేశ్ = Ándhra Prades
- ఆం = án
- ధ్ర = dhra
- ప్ర = pra
- దే = dé
- శ్ = s